# Bahnhof Dresden-Neustadt
Bahnhof Dresden-Neustadt vasútállomás Németországban, Drezda tartományban. A német vasútállomás-kategóriák közül a második csoportba tartozik.

## Vasútvonalak
Az állomást az alábbi vasútvonalak érintik:
- Görlitz–Drezda vasútvonal
- Lipcse-Drezda- vasútvonal

## Forgalom

### Regionális
| Járat | Útvonal | Ütem (percben)                                                       | Operátor           |
| ----- | --- | -------------------------------------------------------------------- | ------------------ |
| RE1   | Dresden Hbf – Dresden Mitte – Dresden-Neustadt – Dresden-Klotzsche – Bischofswerda – Bautzen – Löbau (Sachs) – Görlitz             | 120                                                                  | Trilex             |
| RE2   | Dresden Hbf – Dresden Mitte – Dresden-Neustadt – Dresden-Klotzsche – Bischofswerda – Ebersbach – Zittau (– Liberec)                | 120                                                                  | Trilex             |
| RE15  | Dresden Hbf – Dresden Mitte – Dresden-Neustadt – Coswig (b Dresden) – Ruhland – Hoyerswerda                                        | 120                                                                  | DB Regio Nordost   |
| RE18  | Dresden Hbf – Dresden Mitte – Dresden-Neustadt – Coswig (b Dresden) – Ruhland – Senftenberg – Cottbus                              | 120                                                                  | DB Regio Nordost   |
| RE50  | Dresden Hbf – Dresden Mitte – Dresden-Neustadt – Coswig (b Dresden) – Riesa – Leipzig Hbf                                          | 060                                                                  | DB Regio Südost    |
| RB33  | Dresden-Neustadt – Dresden-Klotzsche – Königsbrück                                                                                 | 060                                                                  | Städtebahn Sachsen |
| RB34  | Dresden Hbf – Dresden Mitte – Dresden-Neustadt – Dresden-Klotzsche – (Arnsdorf (b Dresden)) – Kamenz (Sachs)                       | 060                                                                  | Städtebahn Sachsen |
| RB60  | Dresden Hbf – Dresden Mitte – Dresden-Neustadt – Dresden-Klotzsche – Bischofswerda – Bautzen – Löbau (Sachs) – Görlitz             | 120                                                                  | Trilex             |
| RB61  | Dresden Hbf – Dresden Mitte – Dresden-Neustadt – Dresden-Klotzsche – Bischofswerda – Ebersbach – Zittau                            | 120                                                                  | Trilex             |
| S1    | Meißen – Coswig (b Dresden) – Radebeul – Dresden-Neustadt – Dresden Mitte – Dresden Hbf – Heidenau – Pirna – Bad Schandau – Schöna | 10/20 (Meißen-Triebischtal–Pirna Mo–Fr zur HVZ) 030 (60 Schöna felé) | DB Regio Südost    |
| S2    | Dresden Flughafen – Dresden-Klotzsche – Dresden-Neustadt – Dresden Mitte – Dresden Hbf – Heidenau – Pirna                          | 030 (Pirna felé hétfőtől szombatig)                                  | DB Regio Südost    |

### Távolsági
| Járat  | Útvonal | Ütem (percben) |
| ------ | --- | -------------- |
| ICE 50 | Dresden Hbf – Dresden-Neustadt – Riesa – Leipzig Hbf – Erfurt Hbf – Gotha – Eisenach – Fulda – Frankfurt (Main) Hbf – Frankfurt (Main) Flughafen Fernbf – Mainz Hbf – Wiesbaden Hbf | 120            |
| IC 55  | Dresden Hbf – Dresden-Neustadt – Riesa – Leipzig Hbf – Halle Hbf – Köthen – Magdeburg Hbf – Braunschweig Hbf – Hannover Hbf – Minden(Westf) – Bad Oeynhausen – Herford – Bielefeld Hbf – Gütersloh Hbf – Hamm(Westf) – Dortmund Hbf – Hagen Hbf – Wuppertal Hbf – Solingen Hbf – Köln Hbf |                |

| Járat | Útvonal | Ütem (percben) |
| ----- | --- | -------------- |
| EC 27 | (Budapest-Keleti – Bratislava hl.st. – Brno hl.n. –) Praha hl.n. – Dresden Hbf – Dresden-Neustadt – Berlin Südkreuz – Berlin Hbf – Hamburg Hbf – Hamburg-Altona | 120            |

## Kapcsolódó állomások
A vasútállomáshoz az alábbi állomások vannak a legközelebb:
- Haltepunkt Dresden Industriegelände
- Haltepunkt Dresden Bischofsplatz
- Elsterwerda railway station (Warnemünde, IC line 17)
- Dresden Hauptbahnhof (Dresden Hauptbahnhof, IC line 17)
- Coswig (b Dresden) station
- Coswig (b Dresden) station (Cottbus Hauptbahnhof, RE 18)
- Dresden Mitte railway station (Dresden Hauptbahnhof, RE 18)